# Symbolics.com
Symbolics.com是世界上第一个.com域名的网站，于1985年3月15日注册，"Symbolics"有时候音译作“辛博利克斯”。该域名于同日被位于美国马萨诸塞州剑桥市的电脑公司辛博利克斯收购。如今，该网站已成为一个线上博物馆。
2009年，辛博利克斯公司以未公开的金额将Symbolics.com卖给了一家名为XF.com投资公司（现napkin.com投资公司），并将其网站域名修改为symbolics-dks.com。